# Lille Grand Palais
Pour la station de métro, voir Lille Grand Palais (métro de Lille).
Pour les articles homonymes, voir Grand Palais.
Lille Grand Palais est un complexe situé au cœur de la Métropole Lilloise. Imaginé par l'architecte néerlandais Rem Koolhaas avec Cecil Balmond et inauguré en 1994, il regroupe trois espaces complémentaires : un Palais des Congrès, des Halls d'Expositions et un Zénith Arena. Pour mener à bien son projet, Rem Koolhaas s'est entouré de Renz Van Luxemburg pour les études acoustiques, dUCKS scéno pour la scénographie des salles, Arup Group pour les études préliminaires d'ingénierie et Sodeg Ingénierie pour les études finales des Lots techniques, notamment Gérard Catutti  ingénieur HVAC et Bruno Fontana, Ingénieur Génie Electrique.

## Histoire

### Le site
Le terrain sur lequel est établi Lille Grand Palais fait partie de la zone des fortifications démantelées en 1919 en face de la porte de Tournai détruite en 1924. Un projet de gare de passage qui aurait remplacé la gare terminus (actuelle gare de Lille-Flandres) dans cette zone d'anciennes fortifications y avait été défendu par la ville de Lille au cours des années 1920.
Après l'abandon de ce projet, ce terrain situé entre les voies longeant,  au nord  la ligne ferroviaire Paris-Lille (rue Javary), au sud les bâtiments de la foire commerciale construits en 1933 (avenue Julien Destrée remplacée par le boulevard des cités unis sur un tracé différent), à l'ouest le bâtiment des chèques postaux  datant également de 1933 (boulevard Émile Dubuisson) était resté un terrain vague à l'exception de l'auberge de jeunesse établie à la même époque sur une faible fraction de cet espace.

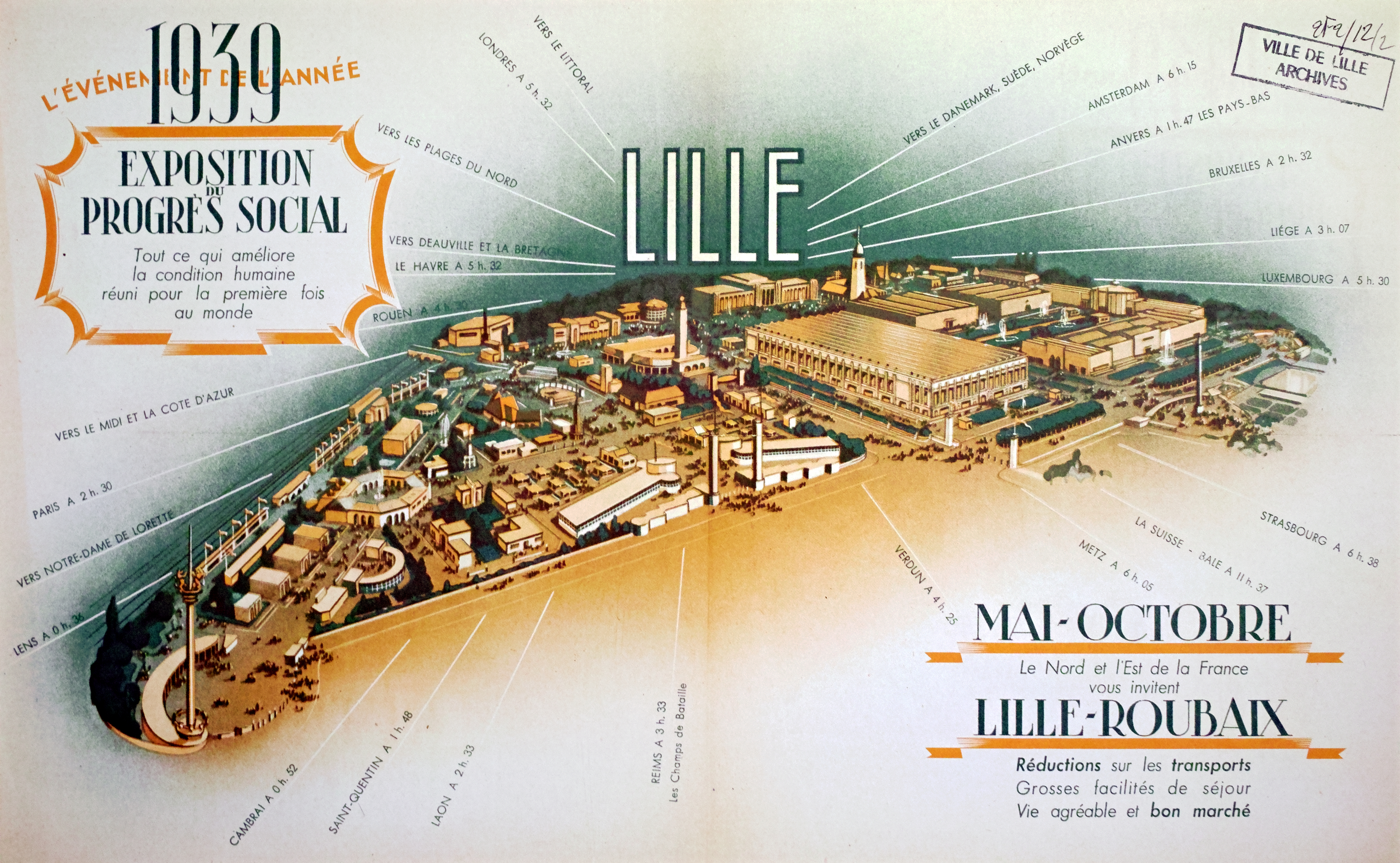
Exposition du progrès social

L'« exposition du Progrès social » est organisée à Roubaix et à Lille sur ce terrain, s’étendant également aux bâtiments de la Foire commerciale en face. Cette exposition était voulue par l'association des maires du Nord et de l'Est, pour montrer que, vingt ans après la fin de la première guerre mondiale, le renouveau, tant industriel que social, était bien installé. La manifestation est inaugurée le 14 mai par le ministre du commerce Fernand Gentin, avant de recevoir le 5 juin, le président de la République Albert Lebrun, accueilli par une foule immense. Cette volonté affirmée de regarder vers l'avenir rencontre un beau succès et amène pendant quelques mois une succession d'évènements joyeux (concerts, conférences, ..). La déclaration de guerre du 3 septembre 1939 va provoquer la fin prématurée de l'exposition et de l'espoir qu'elle voulait représenter 
Les bâtiments provisoires de l'exposition sont détruits et le terrain nu devient  à partir des années 1950 un parking traversé par un autopont construit dans les années 1970 qui enjambait le boulevard Émile Dubuisson dans le prolongement de la rue Georges-Lefèvre. 
Cet espace mal utilisé proche du centre ville représentait une opportunité pour une meilleure valorisation.

### Le projet
Issu de la volonté politique de Pierre Mauroy de faire de Lille une grande métropole européenne, un nouveau projet est initié dans les années 1980 et le bâtiment contemporain ouvre ses portes en juin 1994 (le Zénith de Lille suivra en novembre 1994). 
Son nom de Grand Palais est celui de la halle principale de la Foire commerciale détruite en 1993 qui était située en face.
Sa construction entraine la destruction de l'auberge de jeunesse, la suppression de l'autopont et celle de l'avenue Julien Destrée qui était dans l'axe du pont sur la voie ferrée. Cette avenue est remplacée par le boulevard des cités unies rectiligne dans l'axe de la rue Georges Lefèvre.

## Utilisation
Lille Grand Palais organise plus de 300 événements par an, ce qui représente plus d'un million de visiteurs à l'année.
Lille Grand Palais accueille tous types d'événements : congrès, conventions, colloques, séminaires, événements d’entreprise, salons professionnels et grand public, expositions… 
Lille Grand Palais est également organisateur/producteur d'événements depuis 2007 : Art Up!, Salon Créer, Kids Parc…
Au niveau local, Lille Grand Palais travaille en partenariat avec de nombreux acteurs locaux comme Nord France Convention Bureau et Lille's Convention Bureau.

## Organisation
Lille Grand Palais est géré par une société d'économie mixte dont la ville de Lille détient 61 %[réf. souhaitée]. Son actuel président est Jacques Richir. La société compte 95 salariés et affichait en 2014 un chiffre d'affaires de plus de 17 000 000 euros.

## Accessibilité
Lille Grand Palais est situé au cœur de la ville de Lille, dans le quartier d'affaires Euralille, à 5 minutes à pied des gares Lille-Europe et Lille-Flandres. Au niveau local, il est également desservi par la station de métro Lille Grand Palais, les bus et le V'Lille.
L'accès routier peut s'effectuer:
- Par l'autoroute A1: Sortie 2, puis voie 2A vers Lille Grand Palais
- Par l'autoroute A25 : prendre la sortie 1 à Lille. Puis voie 2A vers Lille Grand Palais

Situé à 10 km de Lille, l'aéroport de Lille-Lesquin est desservi depuis de nombreuses villes de France et d'Europe. Des taxis et navettes régulières sont à disposition pour rejoindre le centre ville.

## Infrastructure

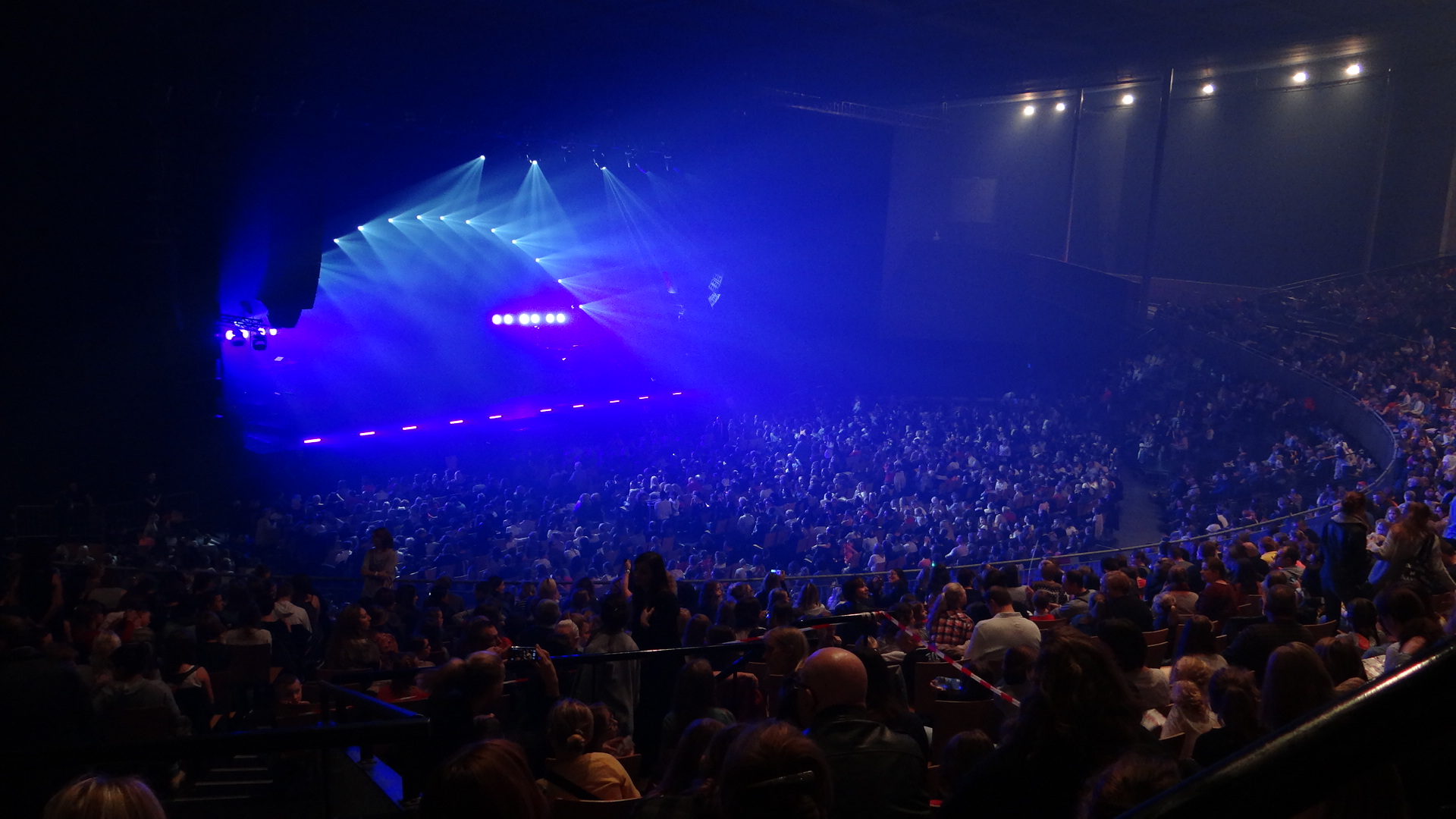
Zenith arena de Lille - salle durant le concert de Tal en novembre 2014

Lille Grand Palais est un espace de 45 000 m2 qui rassemble sous le même toit plusieurs espaces communicants : 
- Un Palais des congrès : 
  - 3 auditoriums de 430, 480, 1 500 places
  - 24 salles de commission de 20 à 1 000 personnes avec 39 configurations possibles
  - 1 espace exposition légère (2 500 m2)
  - 1 espace « poster » (1 650 m2)
  - 1 salle de banquet de 1 200 places

- Des Halls d'Exposition : 
  - Jusqu'à 22 000 m2 modulables et divisibles en trois parties

- Le Zénith de Lille :
  - 4 500 places assises
  - 7 000 places assises/debout

- Parking :
  - 1 250 places

## Événements récurrents
- Art Up! Foire d'art contemporain
- International Lille Tattoo Convention
- Salon de l'Emploi
- Horesta
- Amenago
- Environord
- Salon du Mariage
- Salon Viving
- Salon des Vignerons Indépendants
- Salon de l'étudiant
- Forum international de la cybersécurité
- Forum professionnel Séries Mania
- Geek Days
- Lille Horse Event